# Unione Sportiva Cremonese 1913-1914
Questa pagina raccoglie le informazioni riguardanti la Unione Sportiva Cremonese nelle competizioni ufficiali della stagione 1913-1914.

## Stagione
Il 22 novembre 1913 la Cremonese viene iscritta al campionato di Promozione, la seconda serie che corrispondeva al massimo livello regionale dell'epoca. La sua maglia non è quella attuale: è bianco-lilla.
La Cremonese dispone di un campo di calcio in via San Rocco, in zona Porta Romana, che misura 100x75 metri ed è dotato di tribune e spalti popolari. La Cremonese ha disputato nel 1913-1914 il suo primo campionato di calcio nel girone A della Promozione Lombarda.
Vincendo il girone composto da 8 squadre, ottiene la promozione in Prima Categoria. 
L'esordio non è stato dei migliori, avendo subito perso la prima partita 1-5 col Varese. Ma poi tutto andò a finire bene fino alla vittoria finale con la Trevigliese (4-2) che sancì la promozione in categoria superiore.

## Rosa
| N. |                   | Ruolo | Calciatore           |
| -- | ----------------- | ----- | -------------------- |
|    | Italia (bandiera) | C     | Alberto Albertoni    |
|    | Italia (bandiera) | D     | Baldesio             |
|    | Italia (bandiera) | A     | Cristoforo Bignamini |
|    | Italia (bandiera) | C     | Vittorio Bonazzoli   |
|    | Italia (bandiera) | A     | Guido Costa          |
|    | Italia (bandiera) | D     | Curtabili            |
|    | Italia (bandiera) | C     | Curtani              |
|    | Italia (bandiera) | A     | Italo Defendi        |
|    | Italia (bandiera) | C     | Giovanni Gandelli    |

| N. |                   | Ruolo | Calciatore          |
| -- | ----------------- | ----- | ------------------- |
|    | Italia (bandiera) | A     | Geroldi             |
|    | Italia (bandiera) | D     | Giovanni Lanfritto  |
|    | Italia (bandiera) | A     | Piero Lombardi      |
|    | Italia (bandiera) | A     | Mainardi            |
|    | Italia (bandiera) | A     | Piacentini          |
|    | Italia (bandiera) | C     | Secondo Talamazzini |
|    | Italia (bandiera) | D     | Attilio Tornetti    |
|    | Italia (bandiera) | P     | Giovanni Zini       |

## Risultati

### Girone di andata
| Arbitro: | Giardina (Milano) |

|                             |           |           |
| Gol · Gol · Gol · Gol · Gol | Marcatori | 40’ Costa |

| Arbitro: | Trinchieri (Milano) |

|           |           |  |
| Pozzi 18’ | Marcatori |  |

| Arbitro: | Bazzi (Como) |

|               |           |                                             |
| Pollini I 10’ | Marcatori | 45’ Albertoni 50’ Defendi 65’, 75’ Lombardi |

| Arbitro: | Gaetani (Milano) |

|                                                        |           |              |
| Bignamini 16’, 55’ Albertoni 23’, 59’ Defendi 28’, 90’ | Marcatori | 44’ Tornaghi |

| Arbitro: | Moro (Milano) |

|              |           |  |
| Albertoni 4’ | Marcatori |  |

| Arbitro: | Panzeri (Milano) |

|  |           |                      |
|  | Marcatori | 85’ (rig.) Bignamini |

| Arbitro: | Bellini (Milano) |

|                                         |           |   |
| Tornetti 44’ Lombardi 70’ Albertoni 86’ | Marcatori | ? |

| Arbitro: | Crivelli (Milano) |

|                |           |                                         |
| 7’ 23’ 44’ 60’ | Marcatori | 69’ Albertoni 76’ Lombardi 87’ Mainardi |

### Girone di ritorno
| Arbitro: | Giardina (Milano) |

|                                                         |           |            |
| Albertoni 22’, 24’, 88’ Bignamini 32’, 89’ Lombardi 62’ | Marcatori | 75’ (rig.) |

| Arbitro: | Gregorio (Milano) |

|                             |           |  |
| Bignamini 72’ Albertoni 87’ | Marcatori |  |

| Cremona 22 febbraio 1914 10ª giornata | Cremonese | 2 – 0 A tav. | Luino |  |

| Arbitro: | Giardina (Milano) |

|  |           |            |
|  | Marcatori | 4’ Defendi |

| Cremona 8 marzo 1914 12ª giornata | Cremonese           | 10 – 1 | Savoia | Campo di via San Rocco\| Arbitro: \| Trinchieri (Milano) \| |
| Arbitro:                          | Trinchieri (Milano) |        |        |                                                             |

| Arbitro: | Gregorio (Milano) |

|  |           |               |
|  | Marcatori | 85’ Bignamini |

| Arbitro: | Sardi (Milano) |

|                                                          |           |                           |
| Defendi 10’ Albertoni 23’ Mainardi 32’ (rig.) 81’ (rig.) | Marcatori | 39’ Pincinelli 42’ Paredi |